# Штрассер, Жефф
Джефф Штра́ссер (нем. , фр. и люкс. Jeff Strasser; род. 5 октября 1974[…], Люксембург) — люксембургский футболист, защитник сборной Люксембурга. Начал тренерскую карьеру в клубе «Фола», с которым в 2013 году выиграл чемпионат Люксембурга, первый для клуба за 83 года.

## Биография

### Клубная карьера
С 19 лет начал профессиональные выступления в футболе за пределами Люксембурга. В 1993—1999 играл в «Меце». В 1999 заключил контракт с клубом бундеслиги «Кайзерслаутерн». В 2002 перешёл в «Боруссия» из Мёнхенгладбаха, где успешно отыграл несколько сезонов на позиции центрального защитника. В чемпионате Германии сыграет 194 игры. В 2006 вернётся во Францию, играл за «Страсбур» и «Мец». В 2009 на правах свободного агента перешёл в люксембургскую «Фолу». Однако надолго в команде не задержался и сезон продолжил в швейцарском «Грассхоппере».

### Карьера в сборной
Дебютировал в сборной в матче против Греции в 1993. Сыграл за сборную 98 игр и забил 7 голов. Рекордсмен по числу игр за сборную.

### После карьеры игрока
С 2010 по 2017 год тренировал команду «Фола». Также работал телекомментатором. Осенью 2017 года возглавил немецкий клуб «Кайзерслаутерн», за который выступал ранее в качестве игрока.